# Javier Cappelletti
Javier Cappelletti es un exfutbolista argentino, nacido en la ciudad santafesina de Capitán Bermúdez. Se desempeñaba como mediocampista por derecha y su primer club fue Rosario Central.

## Carrera
Tuvo su debut el 13 de julio de 1997, en un encuentro ante Huracán, partido que fue también de debut para Miguel Ángel Russo como entrenador canalla. Con la llegada a la conducción técnica de Edgardo Bauza a mediados de 1998, Cappelletti comenzó a tener mayor participación como titular, destacándose sobre todo sus actuaciones entre 1999 y 2000. Sobre el final del ciclo de Bauza fue perdiendo terreno, e incluso con los entrenadores siguientes tampoco tuvo mayor participación, hasta la llegada de César Menotti, quien lo incluyó en la mayoría de los encuentros de la segunda mitad del Torneo Clausura 2002. Finalizado el mismo dejó el club para jugar en Junior de Colombia. En Central totalizó 115 partidos y convirtió 4 goles, destacándose dos de ellos a equipos brasileños: a Corinthians por la Copa Libertadores 2000 y a San Pablo por la Copa Mercosur de ese año. Luego de seis meses en Colombia, retornó a Central pero sin ser incorporado, y con el inicio de una nueva temporada fichó para Talleres de Córdoba. La T se encontraba complicada en la lucha por la permanencia en Primera. Talleres realizó una muy buena campaña, especialmente en el Clausura 2004, donde llegó a pelear el título. A pesar de esto tuvo que jugar la Promoción con Argentinos Juniors (que se encontraba en la B Nacional) y el cuadro cordobés cayó derrotado, por lo que perdió la categoría. En este equipo Cappelletti fue una de las figuras, junto a otro ex-canalla, Luciano De Bruno. Luego de pasos fugaces en Escocia y España, recaló en Municipal de Guatemala, con el que obtuvo el Clausura 2005. Retornó a Argentina y jugó en equipos de ascenso, como CAI de Comodoro Rivadavia, Sportivo Rivadavia de Venado Tuerto, Central Córdoba de Rosario y Guaraní Antonio Franco. En 2009 emigró al fútbol de ascenso italiano, jugando para Pistici, Casertana y Castellana.

## Palmarés
- Con Municipal de Guatemala: Torneo Clausura 2005.

## Clubes
| Club                                | País      | Año       |
| ----------------------------------- | --------- | --------- |
| Rosario Central                     | Argentina | 1997-2002 |
| Junior de Barranquilla              | Colombia  | 2002      |
| Talleres de Córdoba                 | Argentina | 2003-04   |
| Livingston Football Club            | Escocia   | 2004      |
| Club Deportivo Cobeña               | España    | 2004      |
| Municipal                           | Guatemala | 2005      |
| Comisión de Actividades Infantiles  | Argentina | 2005-06   |
| Sportivo Rivadavia de Venado Tuerto | Argentina | 2007      |
| Central Córdoba de Rosario          | Argentina | 2008      |
| Guaraní Antonio Franco              | Argentina | 2008-09   |
| Polisportiva Pisticci               | Italia    | 2009      |
| Casertana                           | Italia    | 2010      |
| Castellana Calcio                   | Italia    | 2010      |